# کارلا مورئنو
کارلا مورئنو رودریگس (اسپانیایی: Karla Moreno Rodríguez‎؛ زادهٔ ۱۵ مارس ۱۹۸۸ در ماناگوئه) وزنه‌بردار زن دسته ۴۸ کیلوگرم اهل نیکاراگوئه است که در مسابقات قهرمانی پان آمریکن در مجموع برندهٔ ۱ مدال برنز شده‌است.